# Иган-Райли, Си Джей
Конрад Джейден «Си Джей» Иган-Райли (англ. Conrad Jaden "C. J." Egan-Riley) — английский футболист, центральный защитник французского клуба «Олимпик Марсель».

## Клубная карьера
Иган-Райли — воспитанник «Манчестер Сити». Он находится в системе клуба с 2010 года. В 2021 году он подписал контракт с основной командой.
21 сентября 2021 года Си Джей дебютировал за «Манчестер Сити» в матче в рамках Кубка Английской лиги 2021/2022 против «Уиком Уондерерс». 9 марта 2022 года Иган-Райли дебютировал в Лиге чемпионов, сыграв полный матч в рамках 1/8 финала против «Спортинга».
1 июля 2022 года Си Джей присоединился на правах свободного агента к клубу «Бернли».
1 июля 2025 года перешёл на правах свободного агента во французский «Олимпик Марсель».